# Art mamelouk
Le terme d'art mamelouk désigne la production artistique en Égypte et en Syrie entre 1250 et 1517, année de l'arrivée au Caire des Ottomans. Il se caractérise par une architecture monumentale et extrêmement foisonnante, et un travail particulier du métal et du verre.

## Contexte historique
Les Mamelouks ont dominé l'Égypte et le Levant du milieu du XIIIe au début du XVIe siècle, puis de manière épisodique jusqu'au XIXe siècle. Leur organisation sociale était basée sur des esclaves importés de régions non musulmanes puis formés pour devenir l'élite du pays. 

## Architecture et urbanisme
L'architecture est sans conteste un art majeur chez les Mamelouks. Ainsi, ceux-ci sont à l'origine de la construction de 940 monuments dans la seule ville du Caire, et de plusieurs centaines d'autres constructions en Syrie et en Égypte (Alexandrie, Assouan, etc.).

## Objets

### Le métal

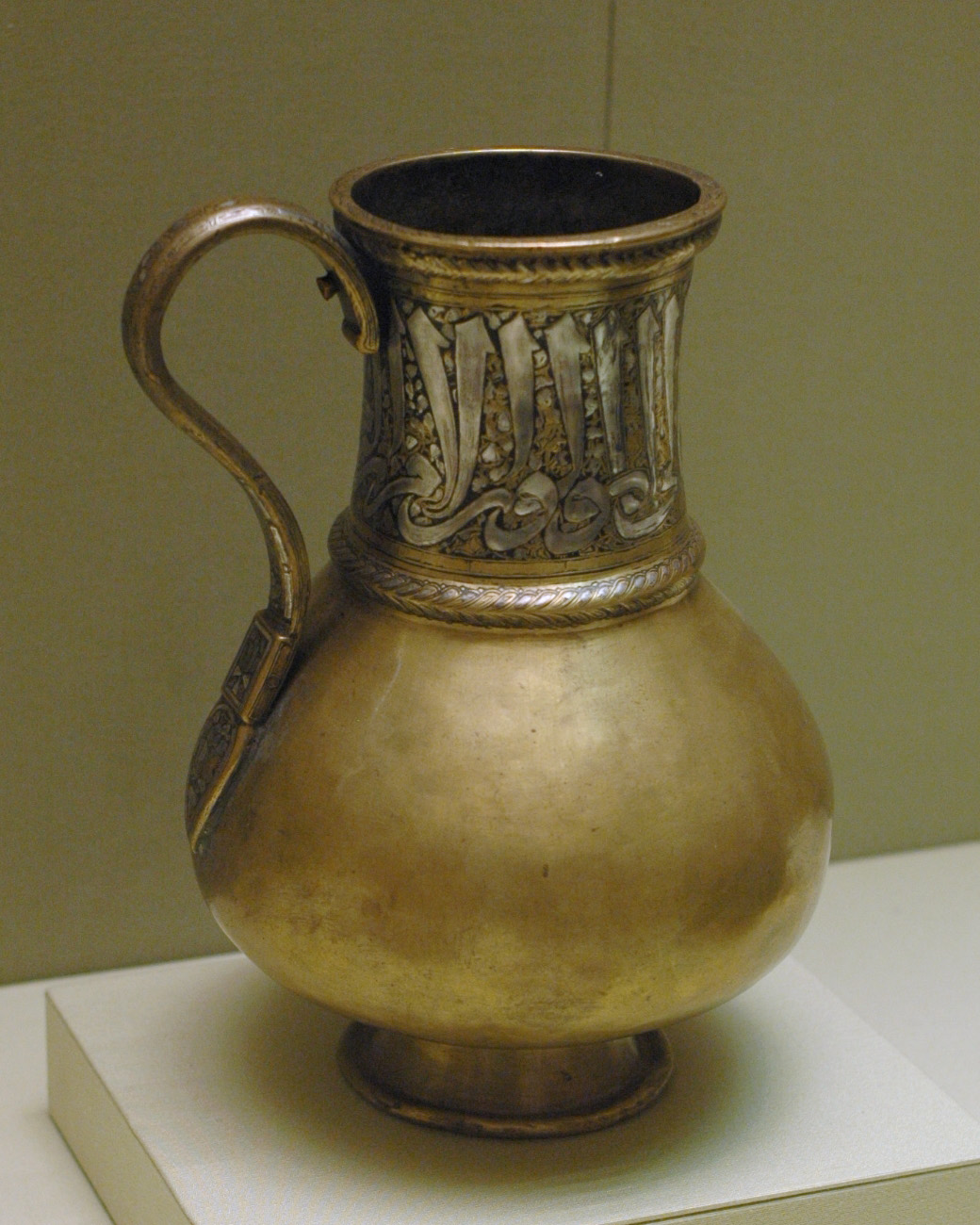
Pichet en métal au nom d'un dignitaire d'Ibn Qala'ûn, Égypte, XIVe siècle, Musée du Louvre

L'art du métal est de loin l'art prééminent à la période mamelouke, le plus apprécié et recherché. Le contexte de production est assez méconnu, malgré la présence de quelques sources textuelles. Le Caire et Damas semblent avoir été des centres importants.
Les œuvres sont faites de laiton, de cuivre ou de bronze incrusté de métaux précieux (or, argent, cuivre rouge) et de pâte noire. Les objets peuvent être produits pour des commandes sultaniennes et émirales, mais aussi destinés à l'exportation.

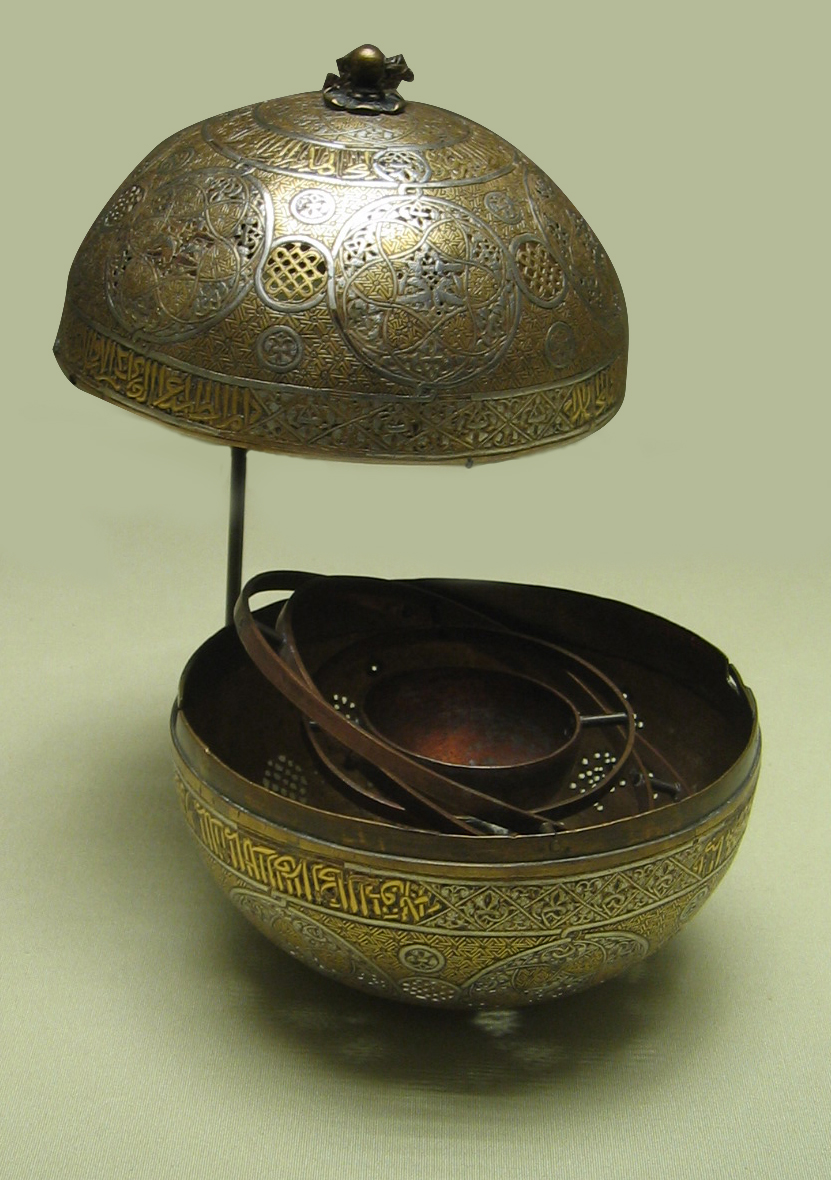
Encensoir aux titres d'un souverain anonyme, Syrie, fin XIIIe siècle-deb XIVe siècle, Metropolitan Museum of Art

Les objets de métal sont produits abondamment sous les Baharites, sous différentes formes : bassins, plateaux, écritoires, lampes, aiguières, brûle-parfums, boîtes à Coran... Le décor se compose d'épigraphies thuluth monumentales, d'arabesques végétales et de représentations figurées animales et humaines. Les chinoiseries font leur apparition sous Qalâ'ûn. Les pièces produites sous son règne et celui de son fils portent également, souvent, des rondes de canards, qui font référence à leur nom.

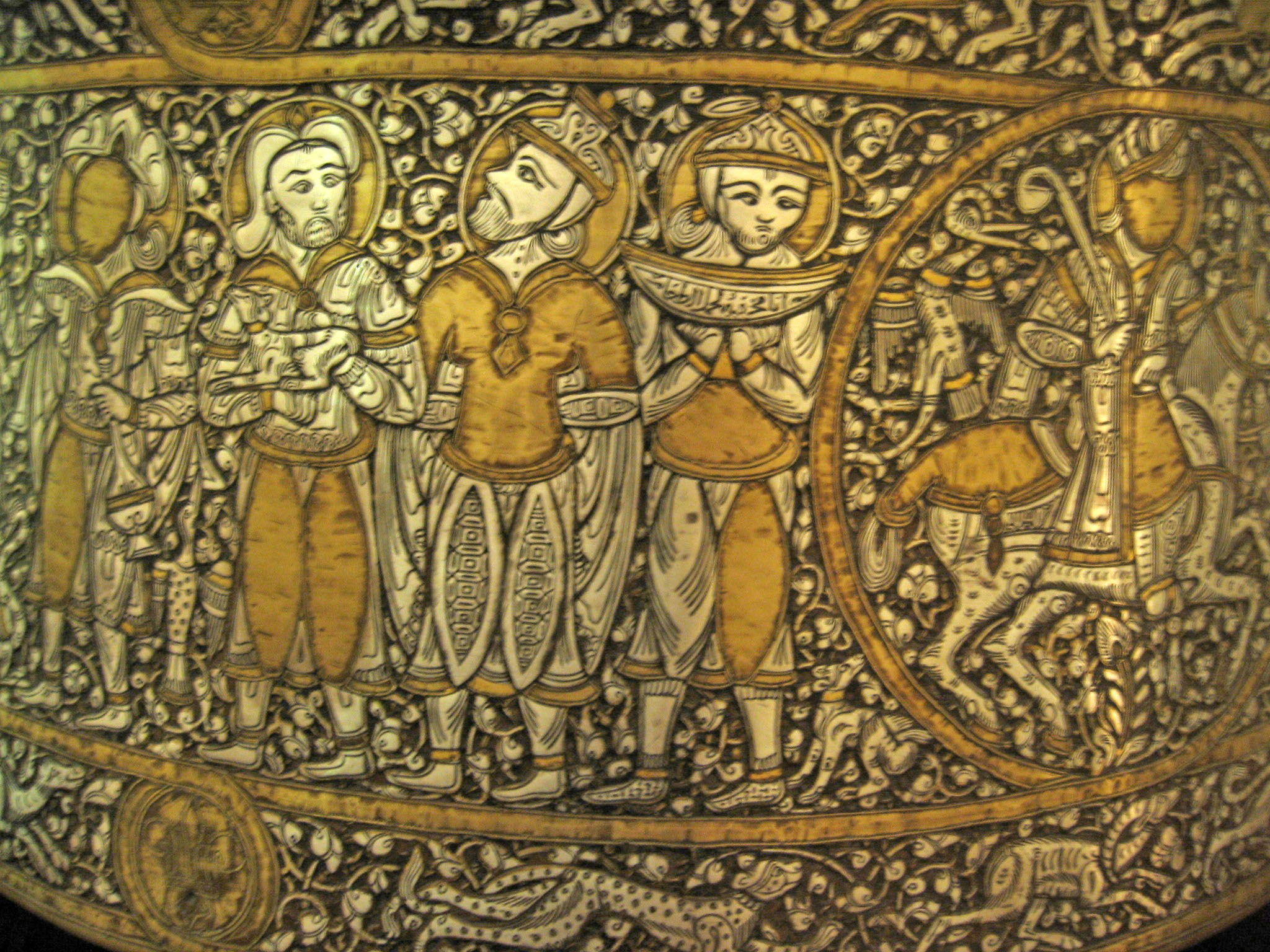
Baptistère de Saint Louis, XIVe siècle, Musée du Louvre. On aperçoit une signature cachée sur le plat que tient l'un des personnages

On ne connaît quasiment qu'une lampe au nom de Baybars, mais les objets réalisés pour Qalâ'ûn et An-Nâsir Muhammad ben Qalâ'ûn sont fréquents. Il faut également signaler, datant certainement du début du XIVe siècle, un grand bassin conservé au Louvre : le Baptistère de Saint Louis, remarquable par sa qualité intrinsèque, l'absence de nom du commanditaire, malgré les six signatures plus ou moins cachées de l'artiste, Muhammad ibn al-Zayn, et le décor figuratif exceptionnel sur de telles pièces. 
Sous les Burjites, la crise économique entraîne une production de métal sultanien extrêmement limitée, un effondrement des commandes émirales et les désincrustation de nombreuses œuvres pour en récupérer les matériaux précieux. Il faut attendre le règne de Qait Bay pour, dans ce domaine aussi, apercevoir un renouveau, comme en témoignent une aiguière du Musée islamique du Caire et un plateau du Musée du Bargello. Les caractéristiques de cette période sont une épigraphie à hampes flammées, un décor en relief, des animaux de grande taille et des arbres avec des motifs stylisés en forme d'écaille. 
L'occident commande beaucoup de pièces aux artisans mamelouks, voire envoie des œuvres en Égypte pour les faire incruster. Ces influences se retrouvent dans les blasons et les formes du XVe siècle. La série dite Veneto Sarcel est un groupe très problématique dont on ne sait s'il a été fabriqué en occident ou en orient (Le Caire, Damas, Iran ?) en suivant le goût européen. Il s'agit de petites pièces aux formes inusitées, avec un décor quasiment anépigraphe et des incrustations de petite taille.

### Le verre
On ne connaît aucun objet en verre précisément daté pour la période mamelouke, mais plusieurs sont datables grâce à la mention d'un nom de sultan, d'émir, ou d'un souverain rassoulide. Il semble que la production s'arrête au XVe siècle, moment où la ville de Barcelone se met à produire des lampes de mosquées en verre et à les exporter dans le monde islamique.  

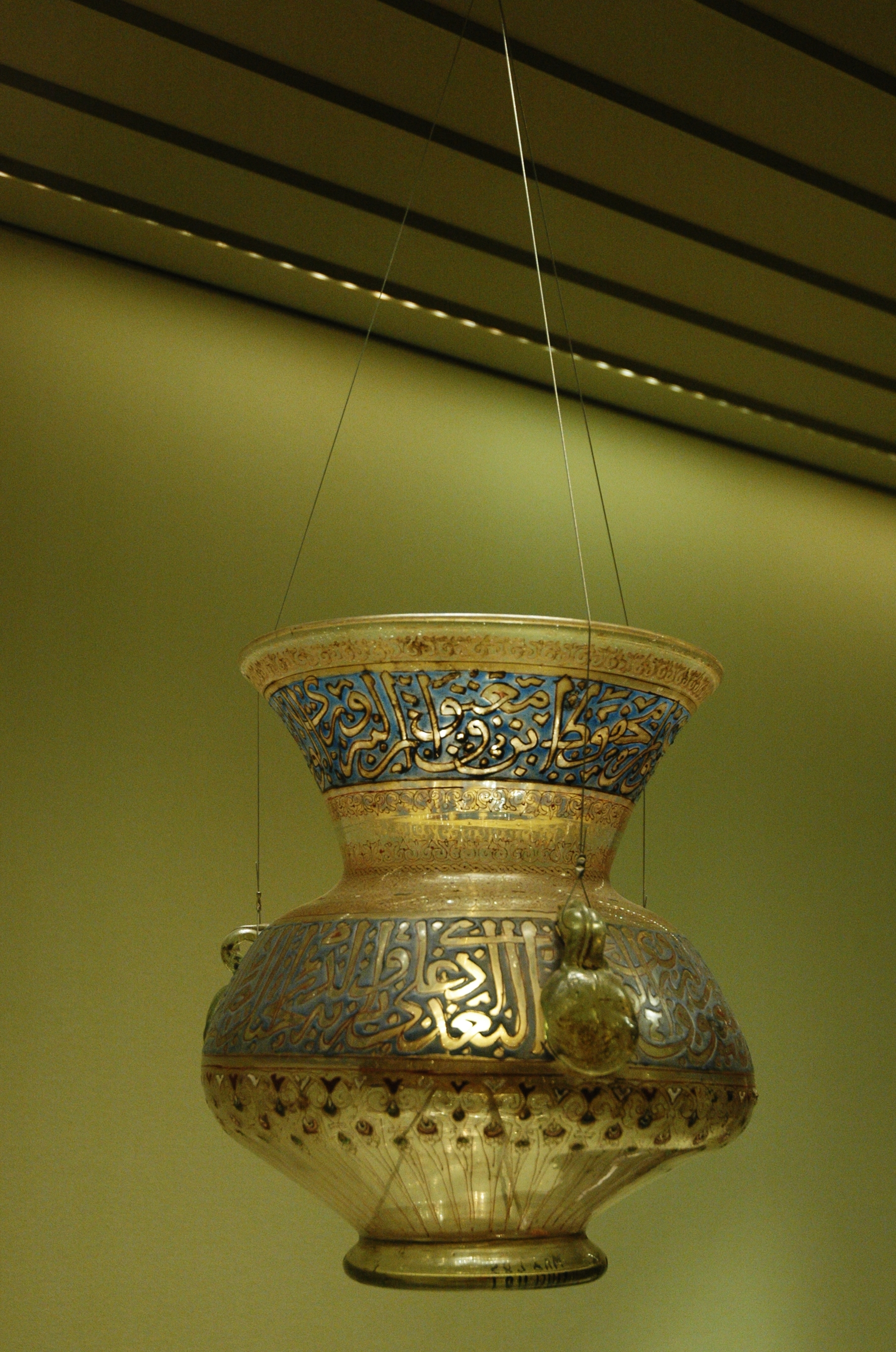
Lampe de mosquée portant le nom du sultan al-Malik an-Nâsir ad-Dîn Muhammad ibn Qala'ûn (1294-1340), sur le col est inscrit le début du verset de la lumière, extrait du Coran : « Allah est la Lumière des cieux et de la terre. Sa lumière est semblable à une niche où se trouve une lampe. La lampe est dans un (récipient de) cristal et celui-ci ressemble à un astre de grand éclat. » Verre soufflé à décor doré et émaillé, Musée du Louvre.

Les Mamelouks produisent principalement du verre émaillé, obtenu selon la technique suivante, déjà employée au XIIe siècle : les pièces sont chauffées une première fois et soufflées, parfois dans un moule, parfois à l'air libre ; une deuxième cuisson a ensuite lieu, à température plus basse, pour fixer les émaux moins résistants ; l'or est posé le plus souvent à froid, et se détache généralement sur une sous-couche rouge. Au cours du temps, la palette des émaux s'appauvrit, mais on trouve de plus en plus d'or sur les objets. 
Le verre est destiné à une utilisation personnelle (verre de consommation courante, trouvés en fouille), mais plus souvent à l'export vers l'occident chrétien, le Yémen rassoulide ou la Chine. Les mosquées sont également de grandes consommatrices de lampes. 
Plusieurs formes ont cours : 
- les gobelets évasés, qui composent le groupe le plus important. Par rapport aux gobelets ayyoubides, ceux-ci ont un profil plus refermé. Le gobelet aux oiseaux conservé à la Fondation Calouste-Gulbenkian, à Lisbonne, est un objet particulièrement exceptionnel, par sa grande taille, l'absence de décor épigraphique et la présence de couleur jaune, très rare.
- les coupes, de tailles diverses, qui empruntent leur forme à l'art du métal ;
- les bouteilles à long col, qui étaient déjà utilisée sous les ayyoubides ;
- les lampes de mosquée composent un groupe extrêmement foisonnant. Elles ont à peu près toutes le même profil : hautes d'une quarantaine de centimètres, elles se composent d'un corps bulbeux sur un pied haut, d'une épaule large avec de trois à six anses pour assurer la stabilité et d'un col évasé. On en retrouve le plus souvent en verre transparent, plus rarement de couleur bleu foncé, et décoré de motifs abstraits et végétaux. En général, elles sont ornées d'une grande bande épigraphique en écriture thuluth[2], mais il en existe quelques-unes anépigraphes.
- des formes plus rares sont à signaler, comme les qumqum, ces aspersoirs utilisés par les ayyoubides et dont la production se poursuit durant la seconde moitié du XIIIe siècle. Des gourdes de pèlerins, souvent à iconographie chrétienne, sont également produites : le British Museum en conserve une particulièrement belle. Enfin, des vases de profils variés sortent aussi parfois des ateliers de verriers. Le vase Cavour du musée d'art islamique du Qatar est un chef-d'œuvre en verre bleu avec une palette d'émaux exceptionnelle (jaune, blanc, vert émeraude, bleu, rouge). Un autre, désormais à Bologne, reprend un peu le même type.
- des formes sont également à rapprocher de l'art du métal, comme des aiguières, des crachoirs et des bassins. Le verre, en effet, est considéré comme un élément moins noble que le métal, un matériau de substitution, en quelque sorte.

Les décors sont variés. On note l'importante place réservée à l'épigraphie, thuluth dans la plupart des cas, et aux motifs floraux. Les chinoiseries (fleurs de lotus, de chrysanthèmes et de pivoines, dragons, simurghs) sont également fréquentes, amenées par les contacts avec les mongols. Les blasons sont quant à eux tout à fait caractéristiques de cette période, et le métal et l'enluminure exercent une profonde influence.

## Art du livre

### Papier et reliure
Le papier utilisé est généralement de fabrication égyptienne ou syrienne, blanc ou coloré en rose. Les feuilles sont liées en cahiers de dix folios. 
Les reliures les plus belles sont en maroquin, décorées par diverses techniques : estampage au fer, dessins tracé au compas, filets dorés au pinceau, etc. Le reliure peut subir l'influence du bois, auquel cas elle est totalement décorée, ou celle de l'enluminure, qui se contente d'une ornementation dans une mandorle centrale et des écoinçons. L'intérieur des reliures est composé de tissu ou de cuir clair portant un décor estampé tapissant (arabesques végétales).
La reliure mamelouke a fortement inspirée celle des Ottomans au XVe siècle.

### Corans enluminés

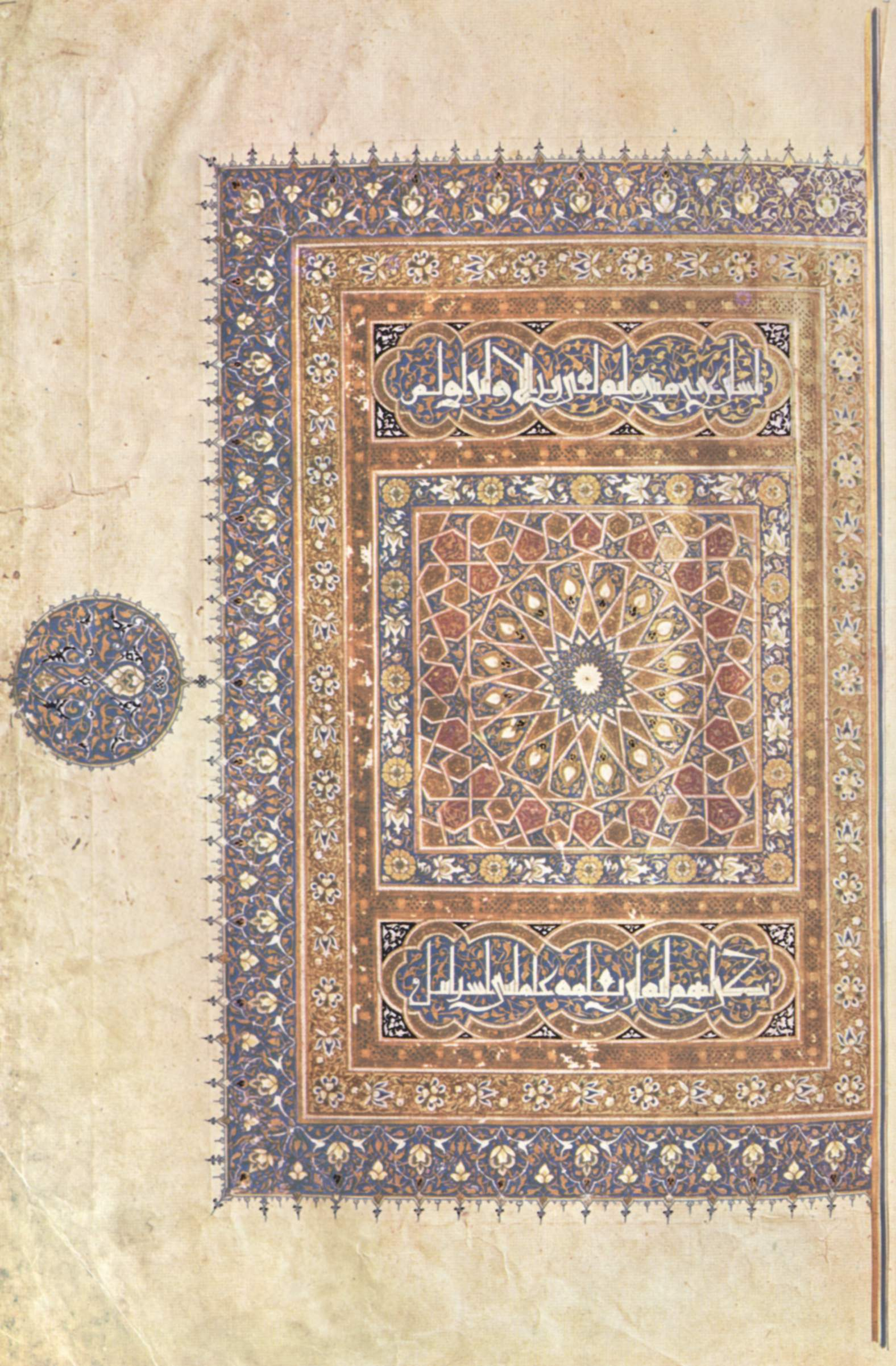
Coran d'Arghun Shah, frontispice enluminé, 1368-1388, bibliothèque nationale du Caire

On connaît quelques Corans de très grand format en un volume unique, mais la plupart sont composés de nombreux livres (souvent trente), et conservés dans des coffres. Le format change avec l'époque, les Corans de grande taille apparaissant après 1320. Le lieu de fabrication change également, passant du Caire à Damas vers 1340-1350. 
L'encre peut être noire ou dorée, pour une calligraphie cursive de type naskhi, puis muhaqqaq, c’est-à-dire inclinée vers la gauche, à partir de 1320. Le kufique est toujours utilisé pour les titres de sourates.
Les premiers Corans importants que l'on connaisse datent des années 1300. L'un est un ouvrage en sept volumes, fait pour Baybars et conservé à la British Library. On connaît les noms de ses enlumineurs par son colophon : il s'agit de Sandal et de son élève Ayolughdi.
Après 1320 naît un nouveau style, dû au copiste et enlumineur Ahmad al-Muttahib. De nombreux Corans sont alors produits en réponse aux commandes d'An-Nâsir Muhammad, dont un en un volume unique (Keir collection) et plusieurs en trente volumes.
La seconde moitié du XIVe siècle correspond ensuite à une période de standardisation. Le coran dit Coran d'Abd el-Kader, réalisé en 1387 dans la madrasa du sultan Abu Saʿid Barquq (dont un des trente volumes - juz - est conservé au Musée du Louvre), correspond à cette période qui ne sera rompue que par le règne du sultan Shaban et un nouveau style, damascain, créé par Ibrahim al-Amidi. Celui-ci se distingue par des influences mésopotamienne et iranienne, qui conduisent à un abandon partiel des formes géométriques et à la combinaison de ceux-ci avec des motifs floraux. Le Coran d'Arghun Shah, conservé à la bibliothèque du Caire, est justement assez représentatif de ce nouveau courant. 

### Manuscrits à peintures
L'école mamelouke, qui constitue la dernière grande école de style arabe, hérite d'une grande partie de l'école de Baghdad, plus ou moins dissoute après la chute de la ville en 1258. Une tradition copte se poursuit également en Égypte, mais les artistes travaillent à Damas avant de s'installer au Caire. 
Les textes les plus fréquemment illustrés sont : 
- Les maqâmat d'al-Hariri dont le plus célèbre exemplaire est conservé à Vienne.
- Kalîla wa Dimna
- Les traductions de grands textes iraniens (Shâh Nâmâ, Khamsa de Nizami, etc.)
- Les textes scientifiques
- Les traités d'hippiatrie et de furûsiyya.

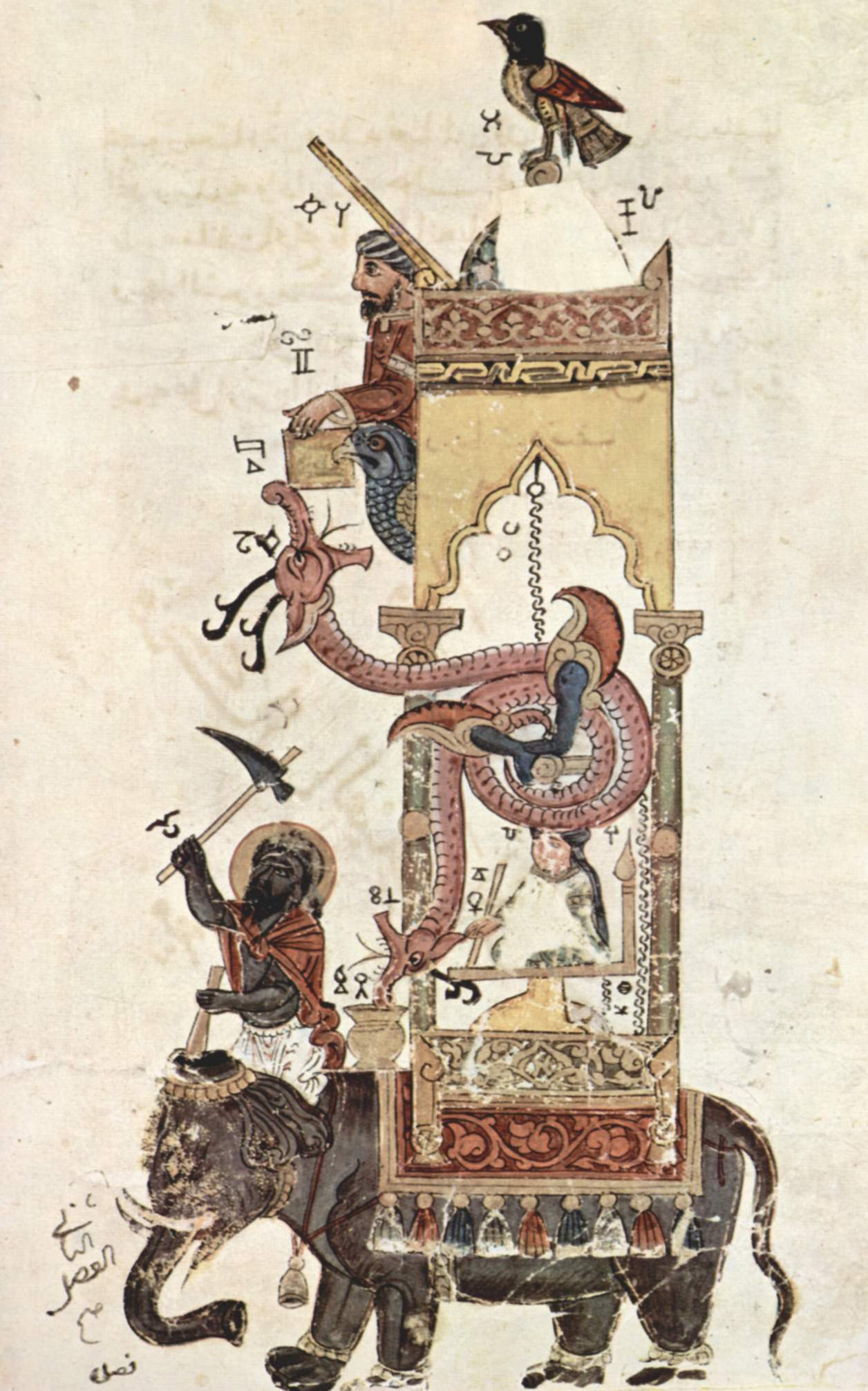
Traité d'al-Jazari, l'horloge en forme d'éléphant, Syrie, 1315, Metropolitan Museum
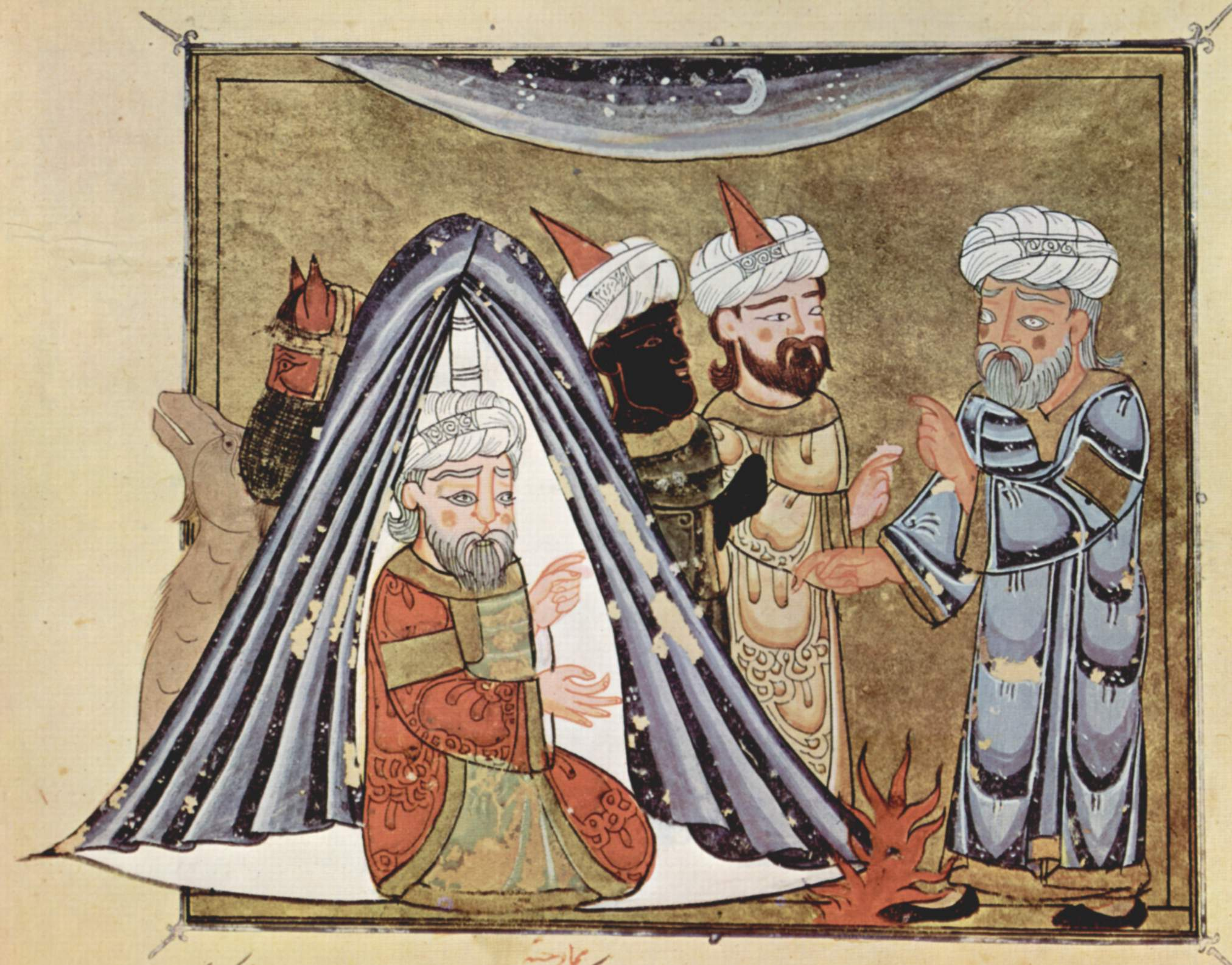
Maqâmat de al-Hariri, discussion sous une tente, Syrie, 1334, bibliothèque de Vienne
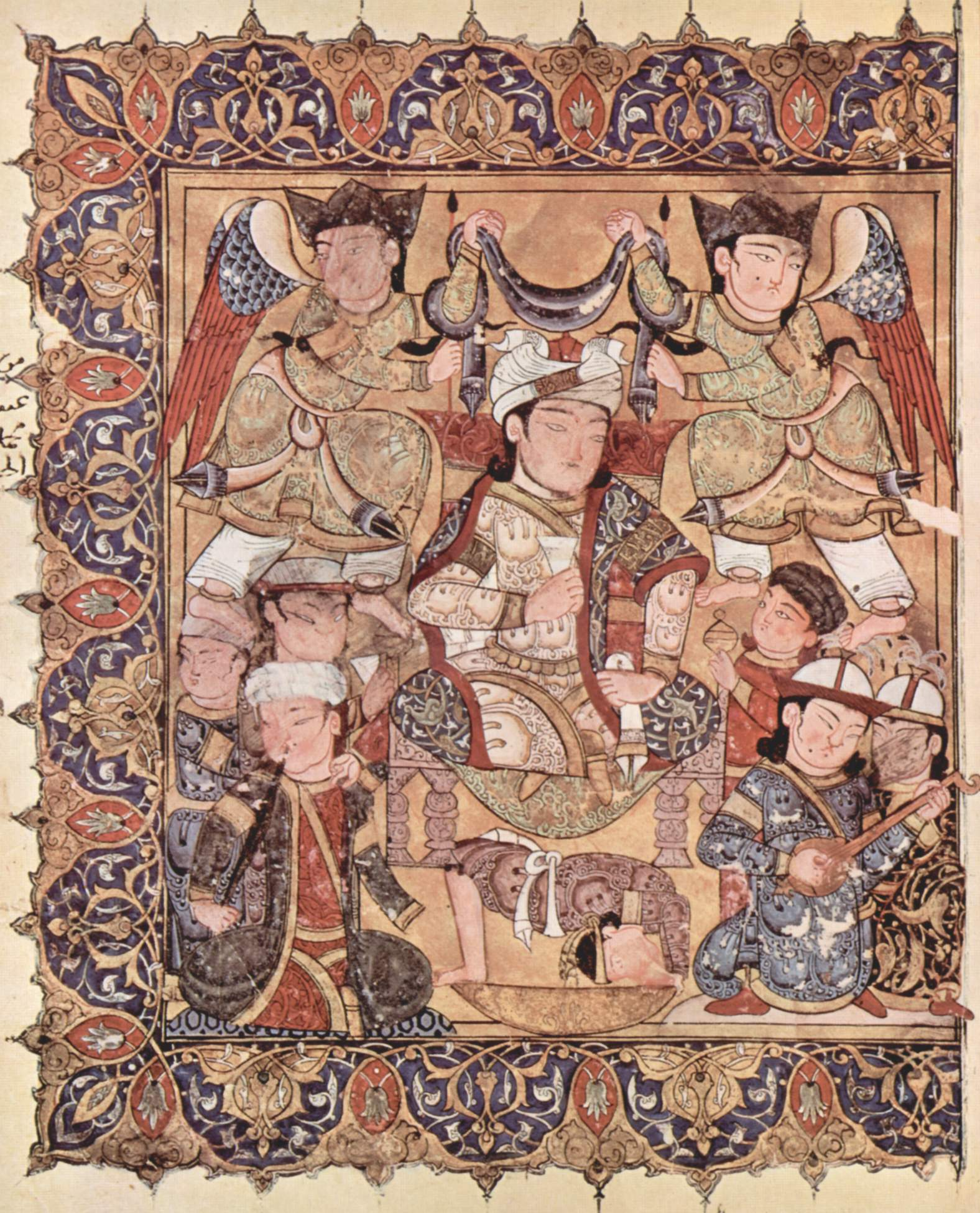
Maqâmat de al-Hariri, souverain en trône, Syrie, 1334, bibliothèque de Vienne

Le style est assez rigide, dans la suite de la peinture du XIIIe siècle, et assez décoratif, avec des couleurs vives, rehaussées d'or et d'argent. Le couleurs sont souvent sans réel lien avec le sujet, ne s'attachant qu'à une représentation conventionnelles, et l'usage de l'or décroît au fil du temps.
La première école arabe laisse de nombreuses traces dans :
- le traitement de la nature (herbe figurée comme une ligne hachurée, ciel en forme de croissant bleu intense, eau divisée en petites entités blanches imbriquées les unes dans les autres, blocs rectangulaires couverts d'écailles figurant les rochers),
- le traitement des personnages (silhouettes trapues, avec de grosses têtes, et une vie intense donnée grâce aux jeux de regards),
- le traitement sommaire de l'architecture,
- la monumentalité des illustrations.

Il ne faut pas pour autant négliger les influences il-khanides.

## Expositions
- Mamlouks 1250-1517, 30 avril au 28 juillet 2025, musée du Louvre.